# World Peace & Liberty Award
El World Peace & Liberty Award (en español Premio Mundial de la Paz y la Libertad) es un galardón concedido desde 1965 por la World Jurist Association (Asociación Mundial de Juristas), en reconocimiento a personalidades mundiales por su papel en la defensa del Estado de Derecho frente al uso de la fuerza.  

## Historia y desarrollo
El premio está intrínsecamente ligado a la historia de la World Jurist Association. A principios de la década de 1960, en plena guerra fría, jueces, abogados, profesores de derecho y otros profesionales de las leyes clamaban por la organización de un foro abierto y libre que les permitiese trabajar para fortalecer y divulgar el Estado de Derecho y sus instituciones alrededor del mundo. En 1963, con el impulso inicial Winston Churchill, Earl Warren y Charles Rhyne, presidente de la American Bar Association, se creó el Peace Through Law Center of the American Bar Association, hoy World Jurist Association, organización que otorga por primera vez el World Peace & Liberty Award en 1965 a Winston Churchill. 
Los siguientes galardonados fueron René Cassin, principal redactor de la Declaración Universal de los Derechos Humanos, en 1972; Nelson Mandela quien lo recibió en 1997, durante la Conferencia de la World Jurist Association celebrada en Ciudad del Cabo.
En 2019 el premio fue concedido al rey Felipe VI de España por su papel en la defensa del Estado de Derecho frente al desafío independentista de Cataluña. El mismo fue presentado durante la ceremonia de clausura del World Law Congress Madrid.
Ruth Bader Ginsburg, magistrada del Tribunal Supremo de EE. UU., recibió el premio en 2020 por su defensa a la igualdad de género y los derechos civiles. La ceremonia se desarrolló en la sede de la American Bar Association en Washington D. C.
Iván Duque, expresidente de Colombia, recogió en 2021 de manos del Rey Felipe VI el World Peace & Liberty Award. Lo hizo en representación de la sociedad colombiana, reconocida con este galardón por ser la democracia más longeva de la región, y lo cual repercute en el fortalecimiento y promoción de la libertad y el Estado de Derecho por encima de las vicisitudes. Andrew Young, exalcalde de Atlanta, recibió el premio en 2023, por ser líder de la lucha de los derechos civiles y parte de la historia contemporánea de Estados Unidos y del mundo en su lucha por los derechos humanos. La ceremonia fue en Madrid, capital de España.
En julio de 2023, la presidenta de la Comisión Europea, Ursula von der Leyen, recibe en Nueva York, de manos del Rey Felipe VI, el ‘World Peace & Liberty Award’ en nombre de la institución. 

## Receptores
- Winston Churchill, 1965
- Rene Cassin, 1972
- Nelson Mandela, 1997
- Felipe VI de España, 2019
- Ruth Bader Ginsburg, 2020
- Sociedad Colombiana, 2021
- Andrew Young, 2023
- Comisión Europea, 2023

## Enlaces relacionados
- World Jurist Association
- World Law Foundation

- Datos: Q108030358